# Pápateszér
Pápateszér es un pueblo ubicado en el distrito de Pápa, en el condado de Veszprém, Hungría.

## Superficie
Posee una superficie de 30,74 kilómetros cuadrados.

## Demografía
Hasta 2019 la población era de 1143 habitantes, con una densidad de población de 37,18 habitantes por kilómetro cuadrado.